# 1992 nos jogos eletrônicos
Esta página reúne acontecimentos na área de jogos eletrônicos no ano de 1992.

## Consoles lançados
- Sega CD

## Jogos lançados

### Mega Drive
- Sonic The Hedgehog 2
- Street Fighter II
- Streets of Rage 2
- Virtua Racing

### Master System
- Sonic The Hedgehog 2

### Super Nintendo
- Super Mario Kart
- Mario Paint
- Street Fighter II
- Sonic Blast-Man
- Top Gear
- The Legend of Zelda: A Link to the Past
- Contra 3: The Alien Wars
- Batman Returns

### Nintendo
- Mega Man V
- The Simpsons: Bart Vs. the World
- Final Fantasy V

### Game Boy
- Super Mario Land 2: 6 Golden Coins
- Kirby's Dream Land